# Nico Porteous
Nico Porteous (* 23. listopadu 2001, Hamilton) je novozélandský akrobatický lyžař. Na olympijských hrách v Pekingu roku 2022 vyhrál závod na U-rampě. Na předchozích hrách v Pchjongčchangu roku 2018 obsadil ve stejné disciplíně třetí místo, ve svých šestnácti letech. V roce 2021 rovněž získal titul mistra světa. Má též dvě zlaté medaile z X Games. Ve světovém poháru skončil na U-rampě jednou celkově druhý (2019), jednou třetí (2021). Vyhrál v seriálu světového poháru jeden závod, pětkrát skončil na stupních vítězů. Jeho starší bratr Miguel Porteous je rovněž akrobatickým lyžařem.